# Premio Arthur Ashe
El Premio Arthur Ashe (Arthur Ashe Courage Award en inglés) es un galardón otorgado por ESPN durante los Premios ESPY a las personas que con su coraje y espíritu deportivo cambiaron el Mundo.
La inspiración del premio fue el tenista Arthur Ashe quien integró el Movimiento por los derechos civiles en Estados Unidos, se opuso al Apartheid en Sudáfrica y fue un símbolo de la lucha contra el VIH/sida.

## Ganadores
| Año  |                   | Deporte    | Legado                                                                                      |
| 1993 | Jim Valvano       | Baloncesto | Inspirador en la lucha contra el Cáncer.                                                    |
| 1994 | Steve Palermo     | Béisbol    | Animador contra la Paraplejía.                                                              |
| 1995 | Howard Cosell     | Periodista | Pionero del Periodismo deportivo.                                                           |
| 1996 | Loretta Claiborne | Atletismo  | Multiatleta de las Special Olympics.                                                        |
| 1997 | Muhammad Ali      | Boxeo      | Contribuciones al Movimiento por los derechos civiles en Estados Unidos.                    |
| 1998 | Dean Smith        | Baloncesto | Formador de basquetbolistas.                                                                |
| 1999 | Billie Jean King  | Tenis      | Luchar por la igualdad económica de mujeres y hombres.                                      |
| 2000 | Dave Sanders      | Profesor   | Ayudó a escapar a jóvenes y murió durante la Masacre de la Escuela Secundaria de Columbine. |
| 2001 | Cathy Freeman     | Atletismo  | Primera aborigen australiano que ganó una medalla en los Juegos Olímpicos.                  |
| 2002 | Mark Bingham      | Rugby      | Lideró la incursión contra los secuestradores del Vuelo 93 de United Airlines.              |
| 2015 | Caitlyn Jenner    | Atletismo  | Se declaró abiertamente transexual en 2015                                                  |
| 2019 | Bill Russell      | Baloncesto | Líder en los derechos civiles desde antes de entrar en la NBA en 1956.                      |
| ---- | ----------------- | ---------- | ------------------------------------------------------------------------------------------- |